# Nemoraea angustecarinata
Nemoraea angustecarinata är en tvåvingeart som först beskrevs av Macquart 1848.  Nemoraea angustecarinata ingår i släktet Nemoraea och familjen parasitflugor. Inga underarter finns listade i Catalogue of Life.